# 日本の不動産に関する資格一覧
日本の不動産に関する資格一覧（にほんのふどうさんにかんするしかくいちらん）は、日本の不動産（土地、建物、大型船舶）に関する資格を一覧としたものである。

## 国家資格
- 【司法書士法】
  - 司法書士
- 【行政書士法】
  - 行政書士
- 【海事代理士法】
  - 海事代理士
- 【建築士法】
  - 建築士
- 【宅地建物取引業法】
  - 宅地建物取引士
- 【賃貸住宅の管理業務等の適正化に関する法律】　　　　　　　　　　　　　　　　　　　
  - 賃貸不動産経営管理士
- 【マンションの管理の適正化の推進に関する法律】
  - マンション管理士
- 【不動産の鑑定評価に関する法律】
  - 不動産鑑定士
- 【土地家屋調査士法】
  - 土地家屋調査士
- 【土地改良法】
  - 土地改良換地士
- 【土地区画整理法】
  - 土地区画整理士

## 民間資格
- 不動産コンサルティングマスター（不動産流通推進センター）
- ビル経営管理士（日本ビルヂング経営センター）
- 不動産証券化協会認定マスター（不動産証券化協会）
- マンション管理員（マンション管理員検定協会）
- 住宅ローンアドバイザー（住宅金融普及協会）
- 増改築相談員（住宅リフォーム・紛争処理支援センター）
- マンションリフォームマネジャー（住宅リフォーム・紛争処理支援センター）
- ホームインスペクター（日本ホームインスペクターズ協会）
- 認定ファシリティマネジャー（日本ファシリティマネジメント協会）
- 補償業務管理士（日本補償コンサルタント協会）
- 不動産キャリアパーソン（全国宅地建物取引業協会連合会）
- 区分所有管理士（マンション管理業協会）
- 競売不動産取扱主任者（不動産競売流通協会）
- 住宅建築コーディネーター（住宅建築コーディネーター協会）
- 不動産仲介士（日本レジデンシャル・セールスプランナーズ協会）
- 土地活用プランナー（東京共同住宅協会）
- 太陽光発電アドバイザー（日本住宅性能検査協会）
- 敷金診断士（日本住宅性能検査協会）
- 任意売却取扱主任者（全国任意売却支援協会）
- 地盤品質判定士（地盤品質判定士協議会）
- 不動産カウンセラー（日本不動産カウンセラー協会）
- 相続士（日本相続士協会）
- 相続実務士（相続実務協会）
- シックハウス診断士（シックハウス診断士協会）
- 再開発プランナー（再開発コーディネーター協会）
- 住宅販売士（全国住宅営業認定協会）
- 賃貸住宅メンテナンス主任者（日本賃貸住宅管理協会）